# Severiano Alves
Severiano Alves de Sousa GOMM (Antas, 12 de fevereiro de 1943) é um advogado, procurador e político brasileiro.

## Biografia
Severiano Alves de Sousa nasceu em 12 de fevereiro de 1943 no município baiano de Antas, filho de Teresa Dantas de Sousa e Dionísio Alves de Sousa. Mudou-se para Salvador, onde iniciou seus estudos na Faculdade de Direito da Universidade Federal da Bahia (UFBA) em 1970, embora tivesse ingressado-a como assistente jurídico da Advocacia-Geral da União quatro anos antes. Formou-se em Direito em 1974. Trabalhou como advogado nas comarcas da Bahia e instrutor da Ordem dos Advogados do Brasil e da UFBA. Depois, cursou sua pós-graduação em direito processual civil e direito processual do trabalho na mesma universidade entre 1986 e 1987. Casou-se com Maricênia Pereira Sousa, com quem teve uma filha.
Com o início da Sexta República, Severiano Alves filiou-se ao Partido da Frente Liberal (PFL, atual DEM) em 1987. Participou das eleições municipais no Brasil em 1988, sendo eleito Prefeito de Saúde, município na microrregião de Jacobina na Bahia. Do início de seu mandato serviu como presidente da União dos Municípios da Bahia (UPB) até 1991, quando deixou o PFL para ingressar no Partido da Social Democracia Brasileira (PSDB), partido pelo qual terminou seu mandato, e tornou-se presidente da Confederação Nacional dos Municípios (CNM) entre 1991 e 1994. Entre 1990 e 1992 foi também coordenador do Conselho Brasileiro de Integração Municipal (CBIM) Em 1993, deixou o PSDB para juntar-se ao Partido Democrático Trabalhista (PDT), sendo nomeado assessor especial da prefeitura de Feira de Santana até o ano seguinte.
Pela legenda do PDT participou das eleições gerais no Brasil em 1994, sendo eleito deputado federal pela Bahia. Como deputado, presidiu a Comissão de Educação, Cultura e Desporto (hoje desmembrada em três). Sendo opositor ao governo Fernando Henrique Cardoso, votou contrário à permissão de cabotagens estrangeiras na costa brasileira, à privatização das empresas de telecomunicações, petróleo e gás, à possibilidade reeleição para prefeitos, governadores e presidente, à demissão de servidores públicos por mau desempenho e ao limite de idade mínima para concessão de aposentadorias na iniciativa privada. Votou também a favor da criação da Contribuição Provisória sobre Movimentação Financeira (CPMF), imposto usado para financiar o Ministério da Saúde. Nas eleições de 1998, não conseguiu se reeleger.
Seguiu para o mestrado em Filosofia do Direito na Universidade Metropolitana de Santos em 2001. Novamente sob o PDT, foi eleito deputado federal nas eleições de 2002. De volta à Casa, assumiu a liderança do partido em 2005, dessa vez na base governamental do governo Lula. Foi 3º vice-presidente da Comissão de Integração Nacional, Desenvolvimento Regional e Amazônia e membro da Comissão de Relações Exteriores e Defesa Nacional. Foi admitido pelo presidente Lula à Ordem do Mérito Militar no grau de Grande Oficial em março de 2006. Se reelegeu em 2006, sendo vice-líder do bloco do PDT (PSB, PCdoB, PMN e PRB) para a nova legislatura. Foi autor da lei que estabeleceu o piso salarial nacional para professores da educação básica, mesmo sofrendo pressão contra a lei pelo então ministro da Educação Fernando Haddad. Terminou seu último ano na Câmara com complicações de saúde.
Participou das eleições de 2010 e 2014 como candidato a deputado federal, mas não obteve votos suficientes em ambas. Na última, o Tribunal de Contas da União (TCU) não aceitou sua prestação de contas e ameaçou inelegibilidade, mas a mesma foi descartada logo em seguida. Em maio de 2015, o governo Dilma Rousseff nomeoou-o superintendente da Superintendência Regional do Trabalho e Emprego (STRE) da Bahia, cargo o qual deixou em dezembro do mesmo ano para negociações com o prefeito reeleito ACM Neto de Salvador, do Democratas (DEM). Em 25 de janeiro do ano seguinte, o prefeito anunciou sua nomeação como secretário municipal de Desenvolvimento, Trabalho e Emprego. Obrigado pelo partido, deixou a secretaria após dois meses e cortou os laços com o DEM, favorável ao impeachment de Dilma Rousseff, para ser feito diretor do Instituto Anísio Teixeira (IAT) pelo governador Rui Costa do Partido dos Trabalhadores (PT). Ao mesmo tempo, foi feito presidente do Fórum Estadual Permanente de Apoio à Formação Docente.
Em 2017 deixou o PDT para filiar-se ao Partido Trabalhista Brasileiro (PTB), base do governo Michel Temer, e disputar as eleições gerais para deputado federal, mas não foi eleito. Em 2020 deixou o PTB para filiar-se ao Partido Socialista Brasileiro, oposição ao governo Jair Bolsonaro, e disputar as eleições municipais para vereador de Salvador, mas não foi eleito.